# Невинс-стрит (линия Истерн-Паркуэй, Ай-ар-ти)
|     |   |   |     |     |   |   |     |
| · л | · | · | · э | · э | · | · | · л |

|     |   |   |     |     |   |   |     |
| · л | · | · | · э | · э | · | · | · л |

«Невинс-стрит» (англ. Nevins Street) — станция Нью-Йоркского метрополитена, расположенная на линии Истерн-Паркуэй, Ай-ар-ти.  На станции останавливаются маршруты: 2 (круглосуточно), 3 (круглосуточно, кроме ночи), 4 (круглосуточно) и 5 (в будни днём). Экспресс-пути используются маршрутами 4 (круглосуточно) и 5 (в будни днём). Локальные пути используются маршрутами 2 (круглосуточно) и 3 (круглосуточно, кроме ночи). Она представлена двумя островными платформами с четырьмя путями: локальные пути используют поезда линии Бродвея и Седьмой авеню, экспресс-пути — поезда линии Лексингтон-авеню.
Станция была открыта 1 мая 1908 года. По первоначальному плану, станция должна была состоять из трёх путей, и конечной точкой линии должна была стать Атлантик-авеню, где расположен вокзал Атлантик — вокзал Железной дороги Лонг-Айленда. Но в 1904 году план модернизировали. К этому моменту уже были выкопаны котлованы для путей и станции. На момент модернизации работы были остановлены, и возобновились только в конце 1905 года. По новому плану, ниже станции должна была располагаться платформа с одним путём, который планировалось использовать для экспрессов. Несмотря на то что стоимость проекта увеличилась, работы начались. Нижняя платформа была закрыта в 1925 году, так как на этой глубине строились другие линии — линия Фултон-стрит и линия Кросстаун. Остался только путь, который на данный момент является тупиком в сторону Манхэттена и не используется.
Станция расположена на пересечении Флатбуш-авеню, Невинс-стрит и Фултон-стрит.